# Marguerite Jouve
Pour les articles homonymes, voir Jouve.
Marguerite Jouve est une journaliste et romancière française, née le 14 février 1903 à Montpellier et morte le 16 janvier 1963.

## Biographie
D'une santé fragile, Marguerite Jouve commence ses études avec une institutrice particulière, puis dans un couvent en Catalogne espagnole,. Après la mort de son père originaire des Cévennes en 1914, de ses deux frères pendant la Première Guerre mondiale, et de sa mère originaire de l'Aude en 1919, elle revient à Montpellier en 1921 où elle suit comme candidate libre des cours d'histoire à la Faculté des Lettres.  
Marguerite Jouve s'installe à Paris en 1923. En 1930, elle publie le roman noir Le Maléfice, qui rencontre un succès critique, ainsi que le roman Nocturne, une histoire d'amour incestueux entre frère et sœur qui lui vaut le Prix Minerva. Le roman historique Vie hérétique de Bernard Délicieux, qu'elle publie l'année suivante, est loué pour « une éclatante mise en scène, un fond de paysage bien méditerranéen, des cortèges mouvants, des dialogues et des monologues à la Tite-Live ». En 1934, elle fait partie des finalistes pour le Prix Renaudot avec ses ouvrages Jeunesse et Torquemada, grand inquisiteur d'Espagne. 
En raison des difficultés économiques rencontrées par certains éditeurs à la suite du krach de 1929, elle part pour l'Espagne. Elle y couvre la victoire électorale du Front populaire, puis la guerre d'Espagne  pour l'hebdomadaire La Flèche de Paris de Gaston Bergery, et publie en 1937 Vu, en Espagne, février 1936-février 1937 chez Flammarion. En 1937 et 1938 elle écrit plusieurs nouvelles pour le journal Ce soir.
Après la Seconde Guerre mondiale, elle signe quelques articles dans Les lettres françaises,. En 1953, son roman historique Ces dames de la Tour de Nesle est publié chez Grasset. Elle traduit en français l'ouvrage La Musique espagnole du musicologue espagnol José Subirá Puig, publié en 1959 aux Presses universitaires de France. En 1961, elle publie chez Denoël avec Pauline Osusky La France et ses animaux : réserves, aquariums, zoos.